# Рагби клуб Макарска ривијера
Рагби клуб Макарска ривијера је рагби јунион клуб из Макарске.

## Успеси
Првенство Хрватске у рагбију - 2
1998, 2002
Куп Хрватске у рагбију - 3
1997, 2006